# Snickers Урбания
Snickers Урбани́я (англ. urban — городской) — ежегодный молодёжный фестиваль уличной культуры. Официальное написание: SNICKERS URБАNиЯ.
Встречается написание названия кириллицей: «Сникерс Урбания».
Фестиваль впервые состоялся в 2001 году, включал в себя почти все основные направления уличной культуры: экстремальный спорт, граффити, брейк-данс, битбокс, фристайл, а также некоммерческий конкурс для молодых музыкальных групп. Цель фестиваля — дать шанс современной молодёжи заявить о себе и о своём таланте, а также предоставить возможность попробовать свои силы на профессиональном оборудовании для экстремальных видов спорта. Проводился в крупнейших городах России.

## История названия
Название фестиваля родилось в июле 2001 года. Слово «Урбания» подразумевает под собой философию отношений человека и города, то есть «urban» и «я».

## Структура
Структурно фестиваль делился на несколько дисциплин, соревнования по которым проводились на специально оборудованных площадках (для спортивных экстремальных соревнований в 2010 году разработан профессиональный скейт-парк), а также включал в себя конкурсы, количество и тематика которых год от года меняется. Некоторые конкурсы проходили в режиме онлайн на официальном сайте фестиваля.

## Дисциплины
В рамках фестиваля проходят соревнования по следующим дисциплинам:
- BMX. Велосипеды BMX отличаются маленьким диаметром колес (20 дюймов), что позволяет легко делать трюки. Для выполнения трюков существует специальное оборудование (фигуры): рампа, фанбокс, бэнк, разгонка, флай-бокс и т. п.
- Скейт.
- Ролики. Катание в этой дисциплине осуществляется на специальных роликах, конструкция которых должна выдерживать скольжение по перилам, рампам, прыжки на трамплинах и т. д.
- Брейкданс. Основная задача участников соревнования в этой дисциплине — продемонстрировать как можно больше акробатических фигур и стиль собственного танца.
- Фристайл. В состязаниях или так называемых баттлах по фристайлу участники соревнуются между собой в мастерстве рэперской импровизации.
- Битбокс.
- Граффити.
- Паркур. Самая молодая дисциплина, впервые взяла своё начало на фестивале в 2008, затем на год был сделан перерыв. В 2010 году соревнования по паркуру проходили в рамках фестиваля только в Казахстане[1].

## Конкурсы
В рамках фестиваля проводятся следующие конкурсы:
- URBAN Sound. Единственное в России соревнование для непрофессиональных молодых музыкальных групп, исполняющих некоммерческую музыку (хип-хоп, альтернативный рок или панк-рок). Впервые было проведено в 2006 году, победителем стала группа Protivo Gunz с солистом Noize MC[2]. Правила: из групп, предварительно подавших заявки на участие, жюри выбирает три. Эти коллективы выступают на фестивале в своем городе, зрители выбирают лучшую группу. В финале из десяти коллективов выбирается один победитель, который и получает главный приз. В 2010 году это съемки видеоклипа на одну из песен группы.
- Capital SU. Соревнование за переходящее звание Столицы Snickers Урбания, в котором принимают участие 10 городов фестиваля. Победитель определяется путём голосования. Зрители и участники могут голосовать в течение фестивального дня за свой город обёртками от Snickers (1 очко — 1 обертка). Для этой цели расположены соответствующие бочки на площадке Contest SU. К этим баллам добавляются очки, которые победители соревнований на площадках получили от судейской команды. По окончании фестиваля в последнем городе определяется Столица Snickers URБАNиЯ — город, набравший наибольшее количество очков. Программа фестиваля в Столице SU проходит по особому сценарию. Город имеет возможность пригласить на фестиваль дополнительного хедлайнера, а SU Team выступает с отдельным шоу. Впервые соревнование Capital SU было проведено в 2006 году, победителем которого стал Ростов-на-Дону. В 2007 году это звание завоевала Казань, В 2008 году — Самара, в 2009 году — снова Самара.
- По курSU. Конкурс для тех, кто готов путешествовать по тем городам, где проводится фестиваль. Задача участников: получить на соответствующей площадке специальный паспорт и собрать в него три штампа SU (штампы проставляет эксперт на площадке). Штамп можно получить только после доказательства того, что участник приехал из другого города (предъявив билет, паспорт с пропиской или другое доказательство, которое устроит эксперта). Победителями становятся первые 30 участников, собравших 3 штампа.
- Однажды на SU. SMS-конкурс для тех, кто не участвует в других соревнованиях фестиваля. По правилам конкурса необходимо придумать оригинальное продолжение фразы «Однажды на SU…» и прислать его в SMS на конкурсный номер. Присланные на конкурс сообщения транслируются на большом экране в соответствующей зоне фестиваля; победителей определяет специальное жюри.

## Площадки
Основные события фестиваля разворачиваются специально оборудованных площадках. В 2010 году это:
- Главная сцена. Здесь происходит выступление ведущего, Djs и специально приглашенных звезд, объявление результатов и награждение победителей. Здесь же проводится музыкальный конкурс URBAN Sound. Ведущий на главной сцене — почётный участник команды фестиваля, известный райдер BMX, Александр Соколай.
- НеОлимпия. Площадка экстремального уличного спорта, на которой представлены следующие дисциплины: скейт, агрессивные ролики, BMX. В 2010 году площадка получила новый профессиональный парк, специально разработанный для фестиваля.
- BombArt. Зона граффити. Участники соревнования рисуют на специальных щитах. Для участия в соревновании необходимо принести заранее подготовленный эскиз.
- Чел. Аут. Площадка альтернативной hip-hop музыки, где проходит конкурс за звание лучшего МС города и соревнование по битбоксу.
- BreakKing. Место соревнований среди танцоров breakdance.
- По курSU. Зона, где раздают паспорта участникам конкурса «По курSU», проставляют в них штампы, а также принимают обертки от батончиков Snickers в рамках голосования за Столицу фестиваля и обмена на предметы из коллекции SU. Здесь же транслируются на экране SMS, присланные на конкурс «Однажды на SU».

## История
Фестиваль Snickers Урбания возник в 2001 году, и в 2010 будет отмечать свой юбилей. В течение всех десяти лет существования активно расширял свою географию, а программа мероприятия ежегодно дополнялась новыми и актуальными темами.

### 2001
Фестиваль впервые прошёл в 5 городах России: Новосибирск, Нижний Новгород, Самара, Санкт-Петербург и Москва.
В 2001 году Snickers Урбания называлась ежегодным молодёжным базаром и делилась на несколько зон, посвященных тому или иному направлению молодёжной культуры.
- «Ореховая Zonа» — это зона музыки, моды и танцев. Ведущая площадки — Белка («Муз-ТВ»). Музыка драм&бас (Groove, Дэна, Boomer, Pussy). Голос улиц представляла группа Корабль и DJ Suhov (Garage) от радио «Европа+», а танец улиц — Da Boogie Crew. В Самаре голос улиц представляли рэп-группы «Солдаты бетонной лирики» (Капа, Дизель, Багзи и Snike) и F.W.Jam (Snike, Шиповник, Ирина)[3][4].
- «НеОлимпия» — зона экстремального спорта (ролики, скейт, сокс, велотриал).
- «Полигон выживания» — площадка, на которой каждый мог получить инструкции по тому, как избежать неожиданностей, которыми полна жизнь в городе, а также поделиться своими полезными навыками для выживания.
- «Площадь искусств» — граффити и боди-арт. Ведущие: Шаман & Co.
- «Чел. Аут» — место отдыха и разговоров о том, чем живёт и дышит город.
- Баzaar — здесь торговали всем, что может понадобиться для жизни в городе. В 2001 году это была коллекция под названием «ДНК URБANиЯ» (её специально для SU разрабатывали российские дизайнеры NinaDonis).

Хедлайнер: DJ Groove.

### 2002
К маршруту фестиваля присоединились ещё два города: Екатеринбург и Ростов-на-Дону. Основной мыслью фестиваля стало свободное движение. Впервые была проведена игра «SU — Продвижение Движения».
Центром мероприятия служила движущаяся платформа на колесах «Свободное движение». Она являлась главной сценой, на которой работал ведущий (Сергей Армишев — DJ радио «Европа+»), выступали хедлайнеры, подводились итоги и вручались призы.
Кроме площадок «Чел. Аут» и «НеОлимпия» появились:
- BombART — граффити и боди-арт.
- BreakKing — брейкданс.
- Картing — картинг.
- SU Chek IN — справочное бюро, предоставляющее информацию о работе всех зон и фестиваля в целом.

Хедлайнеры: DJ Helga (Москва), DJ Alan Thompson (Ministry Of Sound / UK), группа «Чугунный скороход» и Дельфин.

### 2003
К 2003 году фестиваль во многом изменился: к списку городов-участников прибавилась Казань; SU впервые состоялась в Киеве; победителям фестиваля начали вручать отличительный знак — стальной кубок SNICKERS URБANиЯ; на официальном сайте начал работать форум. Лозунг 2003 года — свободное движение. Площадки фестиваля:
- «НеОлимпия» — экстремальный спорт.
- «Чел. Аут» — фристайл.
- BreakKing — брейкданс.
- Картing — картинг.
- BombART — граффити.
- Muzic — главная сцена. Здесь работал ведущий — Сергей Армишев, а также выступали DJ Vinilkin и Urban Shamanas.

В этом же году команда SU получила полное право называться легендарной — почти весь состав поехал по маршруту SU в третий раз.
Вот имена SU Team’03: Сергей Армишев, Антон Черняк, Da Boogie Crew , Паша Сорокин, Андрей Зайцев, Саша Соколай, Вова Косяков, Петя Карабачинский.
Хедлайнеры: Миша Гребенщиков, Дельфин, Da Boogie Crew и DJ Anton Newmark.

### 2004
Фестиваль охватывает 10 городов России: Красноярск, Новосибирск, Екатеринбург, Нижний Новгород, Самара, Волгоград, Ростов-на-Дону, Казань, Санкт-Петербург и Москва. Кроме того, Snickers Урбания проходит в Казахстане, Латвии, Мексике и Пуэрто-Рико.
Девиз этого года — «Свободное движение».
В Москву в 2004 году приезжали ведущие западные спортсмены — Хольгер Фон Кросиг (Holger Von Krosigk) и Стефан Ленерт (Stefan Lehnert). Они давали мастер-классы, а также выступали в качестве судей. Список площадок пополнился:
- Legend Zone — чествование ветеранов (участники, которые когда-либо побеждали на соревнованиях в любой дисциплине фестиваля).

Хедлайнеры: Дельфин, DJ Aphrodite (London, UK)

### 2005
Snickers Урбания отмечает 5-летний юбилей. Впервые фестиваль посетил г.Ступино. Список площадок пополнился:
- AсфALT — bmx flat и сокс.

В 2005 году фестиваль проходил по немного необычным правилам: в каждом городе агенты SU за 3 недели до мероприятия начинали регистрировать участников соревнований, список зарегистрированных еженедельно обновлялся на сайте. Среди тех, кто успел зарегистрироваться и проводились соревнования.
На площадках работали ребята из SU Team: Петя Карабачинский, Виталик Щербаков, Игорь Рышников, Алексей Струков, Гена Какуша, Саша Соколай, Вова Косяков, Да Буги и Миша Осипов. Фотограф — Анатолий Стребелев. Ведущий площадки «Чел. Аут» — Noize MC.
Хедлайнеры: «Каста», No Use for a Name.

### 2006
В 2006 году фестиваль SNICKERS URБANиЯ дарит участникам новые возможности заявить о себе. А именно новые конкурсы:
- Capital SU — соревнования городов за право называться Столицей фестиваля (каждый житель голосует за свой город обертками от батончиков Snickers)
- URBAN Sound — музыкальный конкурс, в рамках которого любая молодая группа может получить славу и всеобщее признание. Первыми победителями стали ребята из группы Protivo Gunz с Noize MC во главе.

Ещё одна особенность 2006 года: город, который показал высокий результат только в одной из дисциплин, получал специальный титул лучшего street sport, hip-hop, break или art города фестиваля.
По окончании фестиваля участники, которые принесли городу решающее количество очков по каждой из дисциплин, были приглашены в Москву на запись TV-программы, посвященной награждению победителей.
В 2006 году появился на свет уникальный журнал SU Tour, полностью посвященный уличной культуре в целом и SU в частности. Наполнение журнала создавалось в плотном сотрудничестве с жителями всей России — огромное количество материалов в журнале было написано участниками фестиваля и просто поклонниками уличного образа жизни.
Состав SU Team: Alex D (впервые ведет фестиваль в этом году), Da Boogie Crew, DJ Vinilkin, Петя Карабачинский, Александр Соколай, Владимир Косяков, Рунар Халиуллин, Борис Берестов, Михаил Осипов, Сергей Капота, Рышников Игорь, Виталик Щербаков, Noize MC (ведущий зоны «Чел. Аут»), Анатолий Стребелев.
Хедлайнер: Дельфин.

### 2007
К российским городам проведения присоединяются крупнейшие города Украины: Киев, Одесса, Харьков и Донецк.
В 2007 году у SU много новостей:
Фестиваль мощно движется по стране, открывая новые таланты: особенно поощряются молодые и непрофессиональные участники соревнований во всех дисциплинах — они получают не только призы, но кубок ZaTalant и всеобщий почёт.
Финны Bomfunk DJ’s зажигают в региональных городах фестиваля и заодно празднуют свои дни рождения (у обоих участников группы день рождения в один день) в Волгограде.
Столицей фестиваля стал Ростов-на-Дону — там прошёл парад Snickers-фур и соревнования по специальной программе. Жители Ростова также получили свой гимн, дизайнерское оформление фестиваля и «столичную» коллекцию по сниженным ценам.
В 2007 году SU сделала подарок и тем, кто любит смотреть на мир сквозь объектив фотоаппарата: стартовало соревнование URBAN Eye — на лучший снимок, сделанный на мероприятии.
Вышел второй номер журнала SU Tour.
В составе SU Team — Алексей Дымарский, DJ Чагин, Лев Киселёв aka RE-pac, Александр Соколай, Владимир Косяков, Da Boogie Crew, Igor Malyarevsky, Прошин Алексей, Николай Крейвис, Михаил Осипов, Алексей Малинин, Оскар Калинин, Егор Ершов, Александр Авдеев, Анатолий Стребелев aka Толис и Максим Белогуров.
Хедлайнеры: Bomfunk DJ’s, Лигалайз, Каста и Naughty by Nature.

### 2008
Лозунг фестиваля — «PROдвижение». Главные новости года:
- зона T.Race — площадка паркура. Во всех без исключения городах эта площадка становилась самой популярной.
- конкурс «PROдвижение» — определение тех, кто достоин занять место в новом составе SU Team.

Состав SU Team: Da Boogie Crew, Александр Соколай, Владимир Косяков, Малинин Алексей, Михаил Осипов, Егор Ершов, Киселев Лев aka RЕ-pac, Анатолий Стребелев, Тимур Соловьев (впервые ведущий SU), Щербаков Виталий, Берестов Борис, Кулиев Александр, Васильев Иван (видео), Пчелинцев Сергей, Пономарев Дмитрий, Стасолик Николай.
Вышел третий номер журнала SU Tour.
Хедлайнеры: Дельфин, Amatory, 7000$, Skindred.

### 2009
Главная тема фестиваля — PROактив. По правилам любой участник фестиваля мог предложить воплощение любой своей урбан-идеи. Идею было нужно зарегистрировать на www.urbania.su, затем создать самый мощный клан единомышленников и продвигать её на сайте и фестивале. Для победы было необходимо набрать максимальное количество баллов (каждый новый участник клана прибавляет один балл) на сайте и получить поддержку большинства на мероприятии в своем городе.
Появилось три новых конкурса:
- SU TV — конкурс видеороликов о фестивале.
- Trash Art — конкурс для создателей любых арт-объектов.
- Zabombiz — конкурс граффити.

По России впервые проехался SU Bus (брендированный минивэн SU). На Ford Econoline 1993 года выпуска ведущие заезжали в те населенные пункты, где не проводится SU (всего более 40 городов) и продвигали уличную культуру — устраивали демо-выступления и мини-соревнования. Все, что с ними происходило, ведущие подробно освещали на сайте и в своем блоге.
Состав SU Team: Рома Иванов и Паша Кузнецов, Гоша Подьяпольский и Антон Евстифеев, Егор Ершов и Гриша Михалицын, Лев Киселев aka RePac, Da Boogie Crew.
Хедлайнеры: Noize MC, 5diez, Психея.

## Программа2010 года
В честь юбилея фестиваля в программу были внесены значительные изменения. Участникам предлагалось:
- Бросить вызов ветеранам-победителям SU 01-09 — заполнить профайл на сайте, приложить фото- и видео-свидетельства побед на SU в любой дисциплине или в Urban Sound и получить специальное время для почётного выступления в своей дисциплине.
- Доказать, что достоин призов из рук легендарных уличных спортсменов — занять 1 место в любой дисциплине или выиграть Urban Sound в любом из городов SU, включая Москву, и поехать на первый и единственный Final Battle, 18 сентября 2010, Ступино. Там всемирно известные легенды уличной культуры оценят участников и выберут лучших из лучших, чтобы наградить почётным званием King-of-SU и призами.
- Принять участие в конкурсе «По курSU» — посетить 3 города фестиваля, получить 3 штампа в паспорт участника, и сделать это первым из 30, и поехать на Final Battle.
- Прислать SMS с продолжением фразы «Однажды на SU…» — стать автором самого интересного и оригинального варианта и получить бесплатный билет на Final battle.
- Принять участие в съемках фильма «Стань легендой!»[8] — прийти на фестиваль в любом из 10 городов, показать свои таланты или поделиться идеей того, как стать легендой в камеру, и увидеть себя в одной из серий фильма.

Хедлайнер: Noize MC

## Final battle
Final battle состоялся 18 сентября 2010 года и стал событием, аналогов которому не было в истории фестиваля. Впервые обладатели первых мест и победители музыкального конкурса URBAN Sound из десяти городов проведения SU собрались в Ступино, где были подведены итоги всех соревнований и конкурсов, закончены съемки реалити-фильма «Стань легендой!», а также открыта формула легендарности, поиски которой стали концепцией фильма.
Финалистов оценивали специально приглашенные судьи:
- BMX, судья — Brian Kachinsky[15][16][17][18]

- скейт, судья — Julien Bachelier
- ролики, судья — Franky Morales[19]

- фристайл, судья — Виктор Bugs Абрамов
- граффити, судья — Christian Guemy aka C215[20]

- брейкданс, судья — B-boy Junior[21]

Победители получили эксклюзивные короны SU и денежные сертификаты.
Финал конкурса URBAN Sound, где определилась лучшая музыкальная группа 2010 года, оценивали Борис Болелов и Валерия Гришина. Победители получили в подарок съемку видеоклипа на одну из своих песен.

## География
География фестиваля в первый сезон охватывала пять городов России: Новосибирск, Нижний Новгород, Самара, Санкт-Петербург и Москва. К 2004 году число городов, входящих в тур фестиваля в России, увеличилось до десяти (добавлены: Красноярск, Екатеринбург, Волгоград, Ростов-на-Дону, Казань). Именно такое количество городов входит в географию фестивального маршрута в России на сегодняшний день.
В 2003 году фестиваль выходит за пределы России и впервые проходит в Киеве. В 2007 году фестиваль состоялся в четырёх крупных городах Украины — в Киеве, Одессе, Харькове и Донецке.
В 2004 году фестиваль впервые прошёл в республике Казахстан. Snickers Урбания состоялась в столице республики — Астане и проходит ежегодно в городах Астана и Алмате.
Фестиваль также проводится в Мексике, Латвии и Пуэрто-Рико.
МАРШРУТ 2010
- 26 июня, Красноярск[23]

- 3 июля, Новосибирск[24]

- 10 июля, Екатеринбург[25]

- 17 июля, Казань[26]

- 24 июля, Самара[27]

- 31 июля, Волгоград[28]

- 7 августа, Ростов-на-Дону[29]

- 14 августа, Нижний Новгород[30][31]

- 21 августа, Санкт-Петербург[32]

- 28 августа, Москва[33][34][35][36][37][38][39][40][41]

- 18 сентября, Ступино[42]

## Коллекция SU
Каждый год на фестивале проходит обмен оберток от батончиков Snickers на модные предметы из коллекции SU. Коллекция каждый год обновляется. Для Столицы фестиваля всегда предусмотрен эксклюзивный тираж, отличающийся от основного. В рамках коллекций распространялись: футболки с надписями и принтами, значки, бейсболки, банданы, напульсники, наклейки, журналы о фестивале, кулоны, кольца, трусы и многое другое. В 2010 году в честь 10-летия фестиваля выпущена особенная, юбилейная коллекция предметов.